# Robota.ua
'Robota.ua — українська компанія, яка розвиває інтернет-рекрутмент з 2000 року.
Активом компанії є сайт robota.ua — job-сайт, який представляє Україну в мережі провідних світових сайтів The Network за такими критеріями, як кількість і якість вмісту. Щомісячна відвідуваність перевищує чотири млн. унікальних відвідувачів, а загальна складає понад 10 млн.)[джерело?].
У лютому 2021 року CEO компанії став Кирило Манковськи.

## Історія
Сайт robota.ua було створено групою українських програмістів у 2000 році.
У 2006 році стратегічним партнером та інвестором robota.ua стає польська компанія Grupa Pracuj Ltd, лідер інтернет-рекрутингу Центральної Європи. Цього ж року robota.ua стає партнером міжнародної рекрутингової мережі The Network, представленої в понад ста країнах.
Протягом 2007—2014 років rabota.ua провела ряд спеціалізованих подій для HR-фахівців та партнерів із міжнародними експертами.
Наприкінці 2016 року компанія провела ребрендинг: зміну зовнішнього вигляду сайту та позиціювання як сайт з пошуку можливостей.
У 2017 році robota.ua, окрім Києва, відкрила представництва у Дніпрі, Харкові, Чернігові та інших містах. Блог для шукачів став окремим інтернет-виданням «The Point», яке спрямоване на професійний та кар'єрний розвиток шукачів.
У 2021 році компанія відсудила право власності на однойменний український домен.